# Mudita
Muditā (Mitfreude, Anerkennung) ist ein zentraler Begriff der buddhistischen Geistesschulung und Ethik. Muditā ist Teil der Vier Unermesslichen (Appamaññā) – auch die „Vier Göttlichen Verweilungszustände“ (Brahmavihara) genannt.
Die Mitfreude ist im Wesentlichen darauf gerichtet, dass man sich selbst mit anderen Wesen für ihr erlangtes Wohlbefinden freut und ihnen wünscht, dieses Wohlbefinden nicht wieder zu verlieren. Auf gleiche Weise zielt zum Beispiel auch Karunā, Mitgefühl, darauf ab, das vorhandene Leiden der anderen wirklich zu verstehen und aufgrund der gegenseitigen Identifikation, im Bewusstsein der gegenseitigen Abhängigkeit, den anderen gedenken bzw. mitzfühlen. Die Konsequenz dieses Mitfühlens (Eindenkens) ist dann der Wunsch, jenes andere Wesen möge von seinem Leid befreit werden, sich selbst aus dem Leiden befreien. Während also Karunā den Wesen die Befreiung vom Leiden wünscht, ist Muditā der Wunsch nach Erlangung und Aufrechterhaltung eines leidfreien Zustandes des Wohlbefindens. Wodurch dieses Wohlbefinden verursacht wird, spielt zunächst keine Rolle, soweit dieses Wohlbefinden nicht auf dem Schaden anderer aufbaut und nicht sichtlich zum Nachteil des Erfreuten ist. Vor allem gilt es zu verstehen, dass etwas, was eine andere Person glücklich macht, nicht dasselbe sein muss, was einen selbst glücklich macht. Man muss also von den eigenen Vorstellungen absehen und versuchen, die Freude des anderen wirklich zu verstehen und nachzufühlen – sich einzufühlen.
Das Gegenteil der Mitfreude ist der Neid (issā). Dieser ist ein karmisch unheilsamer (akusala) Geistesfaktor, der im Abhidhamma als zu den hassvollen Geistesformationen gehörig beschrieben wird (vgl. Gier, Hass und Verblendung als die drei Geistesgifte). Für den Praktizierenden schwieriger zu erkennen als dieser entgegengesetzte Geisteszustand ist der nahe Feind der Mitfreude, der weltliche Frohsinn, die Vergnügung.
In seinem Kommentar zum Tipitaka, dem Visuddhimagga (Weg zur Reinheit), fasst Buddhaghosa die Mitfreude zusammen:
„Das Merkmal der Mitfreude besteht im Sichfreuen [mit den Wesen], ihr Wesen im Nichtbeneiden, ihre Äußerung in Vertreibung der Unlust, ihre Grundlage im Erkennen des Glückszustandes der Wesen, ihr Erfolg in Aufhebung der Unlust, ihre Abirrung im Entstehen von Vergnügtheit.“ (Vis.IX.5)

## Entfaltung der Mitfreude
Die Entfaltung der Mitfreude (muditā-bhāvanā) wird wiederum von Buddhagosa genauer beschrieben (Vis.IX.3 und Vis.IX.5), untenstehender Abschnitt folgt dieser Darstellung:

„Zunächst sollte man sich als Objekt der Mitfreude einen sehr lieben Freund denken. Einen der durch und durch von Freude erfüllt ist. An seinem erfüllten Zustand erfreue man sich und richte so seine Mitfreude auf ihn. Man sollte etwa folgendes dabei denken und fühlen: 'Oh, wie sich dieses Wesen freut. Wie schön ist das!' – Eine Empfindung der Freude, wie man sie beim Anblick eines lieben Menschen hat.“

„Für den Anfänger in der Praxis der aktiven Mitfreude ungeeignet ist es, sich als Objekt eine geliebte, eine gleichgültige oder auch eine feindliche Person auszusuchen. Bei der Geliebten entsteht sehr wahrscheinlich mehr Begierde als Freude im Sinne von Muditā, der Person, die einem gleichgültig ist, wird man indifferent gegenüber stehen, und beim Feind wird eher Abneigung oder gar Hass in einem aufsteigen. Vor allem extreme Begierde und Hass sind aber unheilsame Geisteszustände, die nicht zur Kulitivierung der Brahmavihara, Mitfreude (muditā), Mitgefühl (karunā), Gleichmut (upekkhā) und liebender Güte (mettā), beitragen.“

„Hat man es nun bewerkstelligt, hinsichtlich des lieben Freundes Mitfreude zu empfinden, so weite man diese Praxis auf die einem selbst gleichgültigen Personen und auf die Feinde aus. Erst wenn man hier wiederum in vollem Maße erfolgreich gewesen ist, sollte man weitere Personen und Wesen mit einbeziehen. Zum Beispiel könnte man die Mitfreude erst auf die eigene Familie ausdehnen, dann auf alle Freunde, alle Nachbarn, die ganze Stadt, usw., bis die Mitfreude schließlich kein Wesen mehr ausschließt.“

## Verwandte Formen von Mitfreude
In der Subkultur der Polyamory gibt es eine ähnliche Form von Mitfreude, die sich in Freude ausdrückt, dass ein geliebter Mensch von jemand anderem geliebt wird und Glück empfindet. Für dieses "Gegenteil von Eifersucht" existiert der Begriff Compersion.